# Station Langstein
Station Langstein  is een station in Langstein in de gemeente Stjørdal in Noorwegen. Het station dateert uit 1902 en is ontworpen door Paul Due. Sinds 2002 wordt het gebouw als monument beschermd. Langstein is niet meer in de dienstregeling opgenomen. Op speciaal verzoek wordt er nog wel gestopt.